# Gia đình rắc rối
Gia đình rắc rối (tiếng Hàn: 패밀리; Romaja: Paemilri) là một bộ phim truyền hình hài kịch tình huống gia đình Hàn Quốc 2012 với sự tham gia của Hwang Shin-hye, Ahn Suk-hwan, Park Ji-yoon và Park Hee-von. Phim phát sóng trên KBS2 kể từ ngày 13 tháng 8 năm 2012 đến ngày 6 tháng 2 năm 2013, vào mỗi tối thứ hai đến thứ sáu lúc 19:45 gồm 120 tập.

## Phân vai
Gia đình họ Woo
- Hwang Shin-hye(1963) vai Woo Shin-hye cô là người phụ nữ đã li hôn thuộc tầng lớp thượng lưu và là chủ của 1 thẩm mỹ viện ở Seoul. Vì bản chất công việc bận rộn nên không có thời gian dành cho 2 con gái. Là người có tính ganh đua và hiếu thắng, hay càm ràm con gái lớn. Về sau cô trở thành 1 người mẹ tốt luôn chăm lo và thấu hiểu cho các con.
- Park Ji-yoon(1982) vai Woo Ji-yoon là con gái lớn gia đình Woo, làm việc trong thẩm mỹ viện của mẹ. Có ngoại hình xinh đẹp, tính cách tiểu thư, rất bừa bộn và không biết làm việc nhà, hay vụng về và luôn mắc sai phạm. Cô đã từng tỏ tình với Cha Ji-ho nhưng bị từ chối. Về sau cô hẹn hò với Al và đi tình nguyện ở Nepan 1 năm.
- Kim Dasom (Sistar) (1993) vai Woo Da-yoon[2]  là con gái thứ gia đình Woo, là một học sinh gương mẫu, học giỏi nhất trường, nhưng thật ra đằng sau đó là 1 tính cách vô cùng đáng sợ. Có nhiều tin đồn trong trường học vì thế trong trường học sinh đều sợ cô. Về sau, do cảm nhận được tình cảm của gia đình mới, cô bắt đầu yêu quý gia đình của mình hơn.
- Sunwoo Yong-nyeo (1945) vai Na Il-ran là mẹ của Woo Shin-hye, là người rất chăm lo đến sắc đẹp của bản thân và luôn ước mơ trở thành diễn viên. Là người khó chịu, hay cằn nhằn và nói lời không hay.

Gia đình họ Yeol
- Ahn Suk-hwan (1959) vai Yeol Suk-hwan là bố của gia đình Yeol, vợ đã qua đời, ông một mình chăm lo cho các con, ông tái hôn với mối tình đầu của mình là Woo Shin-hye. ông là người hài hước, vui vẻ, luôn giúp đỡ người khác tuy nhiên đôi khi hành động ồn ào, quá lố làm người trong gia đình cảm thấy khó chịu.
- Park Hee-von(1983) vai Yeol Hee-bong[3]  là con gái lớn gia đình Yeol, có ngoại hình không được ưa nhìn với mái tóc xoăn, là cô gái mạnh mẽ, có thể lực tốt, tính cách không được thùy mị nên cô chưa từng hẹn hò với ai. Cô thương thầm Al nhưng sau đó cô nhận ra Al không thích mình. Về sau cô hẹn hò với Cha Ji-ho.
- Choi Woo-shik(1990) vai Yeol Woo-bong là con trai lớn gia đình Yeol, là người có tính tình nhút nhát trong trường học và thành tích học tập tệ nên trở thành một kẻ sai vặt ở trường học với cái tên "Bánh mì", cậu thích chơi game, viết tiếu thuyết trên mạng và là bạn thân với Cha Seo-joon. Là người duy nhất trong gia đình biết được tính cách thật của Woo Da-yoon, về sau cả hai trở nên thân thiết hơn như anh em. Cậu hay chọc ghẹo chị Hee-bong.
- Kim Dan-yool(2003) vai Yeol Mak-bong là em út của gia đình Yeol, là học sinh tiểu học, tính cách hồn nhiên, vui vẻ, rất yêu bà và mẹ kế của mình. Hay nhặt chai, lon hay đồ bỏ đi ở ngoài đường như bà, học không tốt toán và tiếng anh.
- Nam Neung-mi(1946) vai Goong Ae-ja là bà ngoại của Mak-bong, mẹ vợ của Yeol Suk-hwan. bà là người có tính cách vô cùng tiết kiệm, rất tiếc tiền, hay nhặt chai lọ bỏ đi bán do sống khổ cực từ nhỏ. Bà lớn lên ở cô nhi viện, rất giỏi võ thuật và có sức mạnh tuy tuổi đã cao do từng tham gia đội thanh niên xung kích cách mạng thời trẻ. Rất yêu thương Mak-bong và gia đình của mình. Về sau, bà qua đời.
- Kim Hyung-beom(1975) vai Yeol Hyung-beom là em trai của Yeol Suk-hwan. là một nhà tiểu thuyết gia chuyên viết tiểu thuyết kiếm hiệp do rất đam mê võ thuật, là người hơi bê bối và rất yêu thương anh trai mình.

E Coffee
- Shim Ji-ho (1981) vai Cha Ji-ho sống ở tầng dưới trong tòa nhà của hai gia đình. Từng đi du học ở Ý, là người luôn ngăn nắp, ưa sạch sẽ, lạnh lùng, khó tính và có tính cầu toàn, tuy nhiên do tính sạch sẽ quá mức nên hay làm khó những người xung quanh. Anh rất thích cà phê và từng nghiên cứu rất kỹ về nó khi còn ở Ý. Anh mở một quán cà phê ở phía dưới tòa nhà. Anh rất thích Yeol Hee-bong và về sau cả hai hẹn hò với nhau.
- Min Chan-gi(1989) vai Al sống cùng với Cha Ji-ho khi ở Ý, sau đó vẫn sống cùng Ji-ho đến khi tìm được ba mẹ ruột của mình. Là người thân thiện, cởi mở, luôn biết quan tâm, chăm sóc người khác, vì quá thân thiện và quan tâm tới những người phụ nữ nên những người thật sự thích anh cảm thấy khó chịu, rất thích tham gia các hoạt động tình nguyện do anh từng sống ở cô nhi viện và cha mẹ nuôi của anh cũng là những người hoạt động tình nguyện. Anh thương thầm Woo Ji-yoon và rất đau khổ khi biết cô ấy thích Ji-ho. Về sau cả hai hẹn hò với nhau.
- Park Seo-joon(1988) vai Cha Seo-joon là cháu của Cha Ji-ho ở quê được cha mẹ gửi lên Seoul để học tập, là người hơi ngốc nghếch, bạn thân với Yeol Woo-bong và rất thích Woo Da-yoon. Do lần đầu nhìn thấy cô là khi cô đi mua bánh su nên anh hay gọi Da-yoon là "bé susu", rất thích chơi game và chọc ghẹo chú của mình.

Nhân vật khác
- Park Sung-kwang vai Goong Sang-in
- Kim Dong-beom vai Bin Dae-chul
- Wang Ji-won vai instructor
- Choi Ha-na vai Choi Ha-na
- Han Yeo-wool vai Han Yeo-wool
- Joo Young-ho vai Joo Young-ho

Nhân vật khách mời
- Jung Kyung-mi vai gia sư của Mak-bong
- Shin Bora vai người say xỉn và người hâm mộ điên cuồng của Hyung-beom[4]
- Yoon Bo-ra (Sistar) tự thủ vai bản thân
- Bang Minah (Girl's Day) vai một nhân vật trong tiểu thuyết viễn tưởng của Woo-bong
- Yura (Girl's Day) vai một nhân vật trong tiểu thuyết viễn tưởng của Woo-bong
- Choi Ah-ra vai Shin Jang-mi
- Kim Jae-kyung (Rainbow) vai Yoon Yoo-mi
- Ji Soo vai Han Song-yi
- Jo Kwanwoo vai chồng cũ của Shin-hye
- Park Hwi-soon vai tiền bối nhóm đại học
- K.Will vai Roy Kwak[5]
- Jung Ga-eun vai Mi-ja
- Gong Hyun-joo vai Lee Hee-jae - bạn gái cũ của Ji-ho
- Jeong Jinwoon vai Kang Dong-won
- Si-hwan (Offroad) vai bạn cùng lớp của Seo-joon